# Dolomita
|  | Aquest article tracta sobre el mineral. Si cerqueu les muntanyes, vegeu «Dolomites». |

La dolomita és un mineral de carbonat de calci i magnesi que pertany i dona nom al grup de la dolomita. Va ser anomenat així l'any 1791 per Nicolas-Théodore de Saussure en honor del mineralogista i geòleg francès Dolomieu (1750-1801). És isostructural amb la nordenskiöldina. Forma una sèrie de solució sòlida amb l'ankerita.

## Característiques
La dolomita és un mineral compost de carbonat de calci i magnesi, amb fórmula CaMg(CO₃)₂. Cristal·litza en el sistema trigonal, i es pot trobar en cristalls tabulars, sovint amb cares corbes. El seu hàbit cristal·lí també inclou el columnar, l'estalactític, el granular i el massiu. La dolomita pot ser fluorescent en blanc i rosa sota la llum ultravioleta.
Segons la classificació de Nickel-Strunz, la dolomita pertany a «05.AB: Carbonats sense anions addicionals, sense H₂O, alcalinoterris (i altres M2+)» juntament amb els següents minerals: calcita, gaspeita, magnesita, otavita, rodocrosita, siderita, smithsonita, esferocobaltita, ankerita, kutnohorita, minrecordita, aragonita, cerussita, estroncianita, witherita, vaterita, huntita, norsethita, alstonita, olekminskita, paralstonita, baritocalcita, carbocernaita, benstonita i juangodoyita.

## Formació i roques
És un important mineral de roques sedimentàries i metamòrfiques, trobat com mineral principal de les roques anomenades dolomies i metadolomies, així com un mineral important en limolites i marbres on la calcita és el principal mineral present. També apareixen dipòsits de dolomita en vetes hidrotermals, formant cristalls que omplen cavitats. S'ha trobat també en serpentinites i roques similars.
La dissociació natural de la dolomita per l'acció de l'aigua carbònica en roques sedimentàries (dolomies) dona lloc a nombroses formacions càrstiques, per donar calcita i magnesita pura, segons la reacció reversible:
CaMg(CO₃)₂ + 2H₂O + 2CO₂ ←→ 4CO₃H- + Ca2+ + Mg2+ ←→ CaCO₃ + MgCO₃ + 2H₂O + 2CO₂
Es sol trobar acompanyada de siderita, quars, guix, fluorita, celestina, calcita o barita.

## Usos
Abunda en la naturalesa en forma de roques dolomítiques i s'utilitza com a font de magnesi i per a la fabricació de materials refractaris (és una roca sedimentària química). També s'utilitza com a fonent en metal·lúrgia, manufactura de ceràmica, pintures i càrregues blanques i com a component per fabricar el vidre. Està totalment proscrita com mineral al clínquer del formigó pel contingut en MgO, ja que dona una alta expansivitat. En canvi com a àrid de formigó valdria, sempre que s'analitzi la seva reacció amb el ciment.

## Grup de la dolomita
Els membres d'aquest grup tenen una estructura cristal·lina semblant a la de la calcita. En la dolomita, posicions alternes de Ca estan ocupades per Mg, esdevenint estructures no equivalents, reduint el punt de simetria del cristall de 32/m a 3.
El grup està compost per cinc espècies minerals: ankerita, dolomita, kutnohorita, minrecordita i norsethita.

## Varietats
- Brossita, una varietat férrica de dolomita amb fins a un 10% de FeCO₃. Trobada originàriament a la mina Brosso, Calea, Província de Torí, Itàlia, d'on rep el seu nom.[7]
- Cobaltodolomita, una varietat cobaltífera provinent de Pribram, República Txeca, que conté 5,17% de CoO. Es representa amb la fórmula (Ca,Mg,Co)CO₃.[8]
- Conita, també anomenada dolomita rica en magnesi, és una dolomita amb Mg > Ca en una quantitat significativa, amb fórmula (Ca,Mg)Mg(CO₃)₂.[9]
- Dolomita fèrrica, una varietat relativament comuna de dolomita que conté ferro. Es pot distingir de l'ankerita només per mitjans analítics.[10]
- Dolomita manganesífera, una varietat que conté manganès.[11]
- Dolomita zíncica, una varietat que conté zinc.[12]
- Greinerita, una varietat manganesífera de dolomita, però probablement només una dolomita amb un contingut de manganès feble. El material tipus, provinent de la muntanya Greiner, al Tirol, es va perdre.[13]
- Gurhofian, també anomenada geldolomita, una varietat microcristal·lina de dolomita que inicialment es creia que es tractava d'un gel. Originàriament reportada de Gurhof, Baixa Àustria. Pot ser de color blanc o groguenc.[14]
- Plumbodolomita, una varietat que conté plom.[15]
- Taraspita, una dolomita sinteritzada verda i bandejada, que deu el seu color a continguts menors de níquel (0,1-0,3% NiO) i de ferro (0,75-6% FeO). El material s'utilitza per tallar. Rep el seu nom de la localitat de Tarasp, Grischun, Suïssa.[16]
- Teruelita, una dolomita negre originalment descrita a Terol, Aragó.[17]

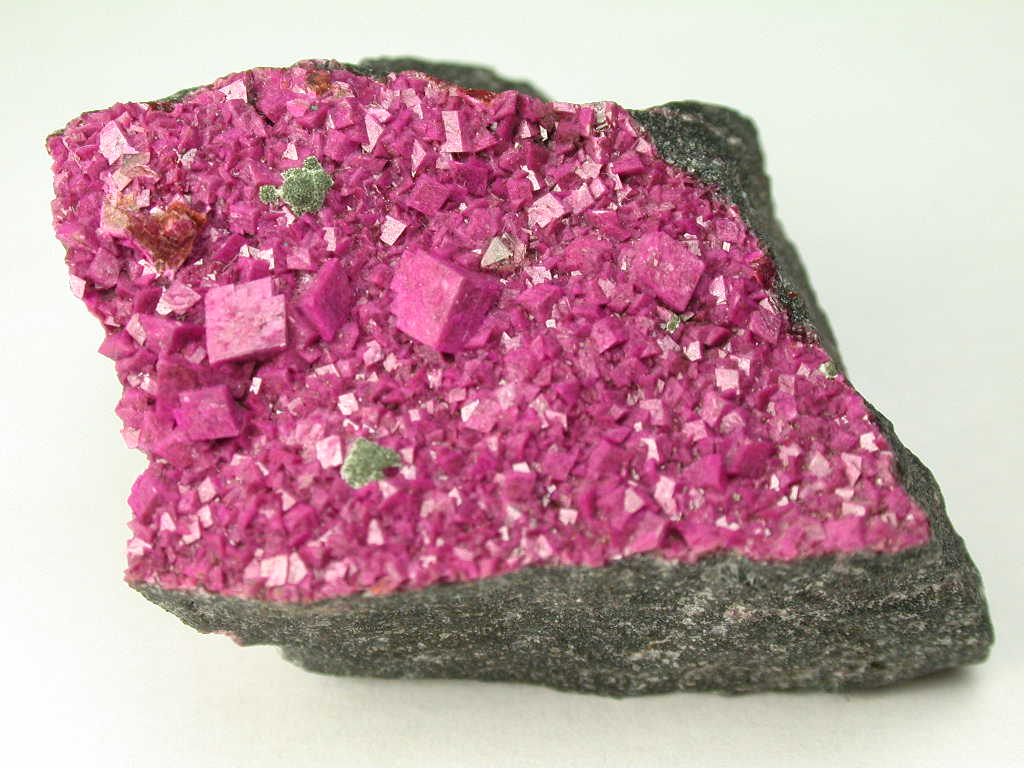
Cobaltodolomita de Katanga, República Democràtica del Congo
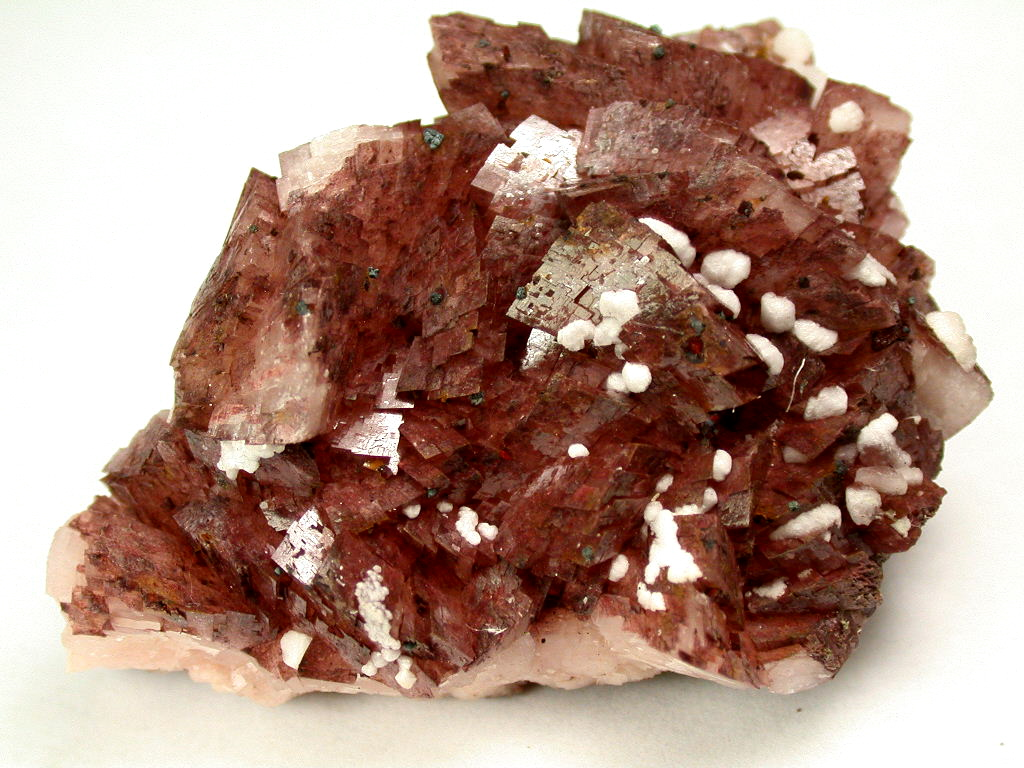
Dolomita fèrrica, de Touissit, Marroc
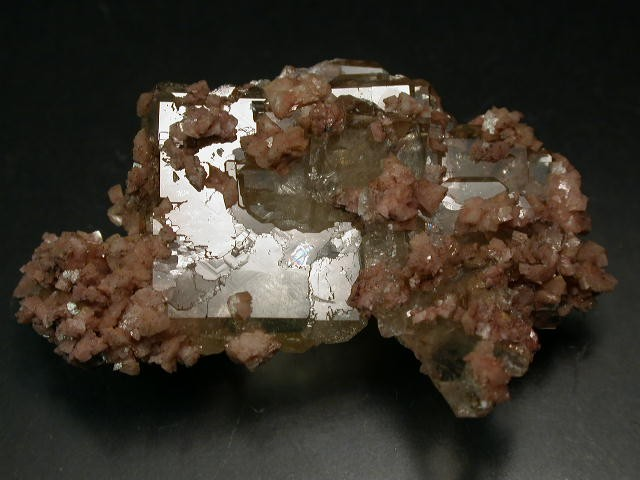
Dolomita manganesífera, del Cerro Warihuyn, Perú
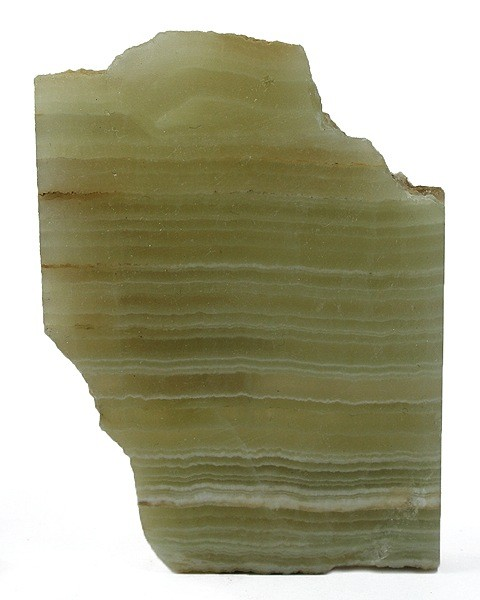
Taraspita, de Tarasp, Suïssa
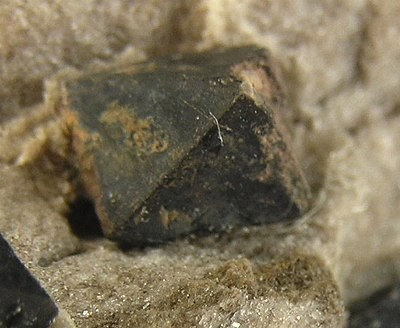
Teruelita, del Salobral, Terol, Aragó
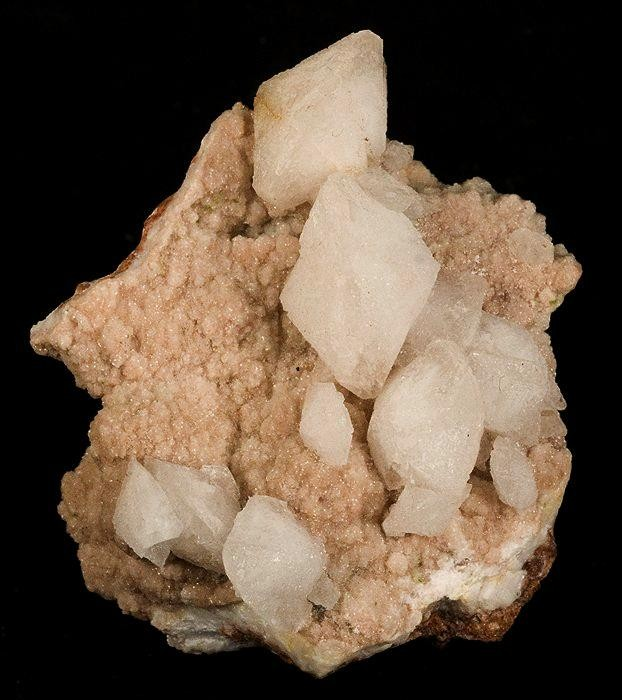
Dolomita zíncica, de Tsumeb, Namíbia